# Гастон, Филип
Фи́лип Га́стон (англ. Philip Guston, настоящее имя Филлип Гольдштейн (англ. Phillip Goldstein); 27 июля 1913 года, Монреаль — 7 июня 1980 года, Вудсток, Нью-Йорк) — американский художник.

## Жизнь и творчество
Родился в Канаде, в семье еврейских эмигрантов — выходцев из Одессы (Российская империя). Вскоре после его рождения семья переехала в Лос-Анджелес. Рисовать начал уже в юношеские годы, вначале комиксы. Обучение начал в Школе рисования в Кливленде. В годы учёбы (1930-е годы) уделял внимание прежде всего созданному Джорджо ди Кирико стилю метафизический реализм, а также фресковой живописи старых итальянских мастеров — Андреа Мантеньи, Мазаччо, Паоло Уччелло. В конце 1930-х Ф.Гастон работает в рамках государственной программы развития в области пропагандистской, настенной живописи, однако к началу 1940-х годов возвращается к живописи станковой.
В 1934—1935 годах Филип Гастон вместе с Рубеном Кадишем и Жюлем Лангснером создали в Морелии, столице мексиканского штата Мичоакан в Мексике, фреску «Борьба с терроризмом» площадью около 95 кв. м. Работа заняла всю стену внутреннего патио построенного испанцами в 1785 году особняка, в котором в настоящее время находится Региональный музей Мичоакана имени доктора Николаса Леона Кальдерона. О фреске написал журнал Time, что способствовало популярности художников. С 1940-х годов по 1973 год работа была закрыта фальшивой стеной из холста, весной 2025 года она была полностью восстановлена.

Характерной особенностью работ Ф.Гастона было то, что при создании новых картин он часто использовал фрагменты уже созданных ранее полотен. На рубеже 1947/1948 годов художник пишет свою первую абстрактную картину «Палачи» (The Tormentors). В конце 1940-х и в 1950-е годы художник работает в стиле абстрактного экспрессионизма. В то же время обращение к сюжетам, навеянным событиями двух мировых войн сближает его полотна с экспрессионистской живописью Макса Бекмана. С начала 1960-х годов художник возвращается к фигуративному искусству, в это время он часто воспроизводит и перерабатывает в новых работах сюжетные мотивы своих ранних картин из 1930-х годов (например, тема преступлений, творимых Ку-Клукс-Кланом).